# Omer Janssens
Omer Janssens, né le 11 février 1943, est un joueur de football belge actif durant les années 1960. Il occupe le poste de milieu de terrain et joue durant pratiquement toute sa carrière au KSK Beveren, club avec lequel il passe de la Promotion à la première division.

## Carrière en club
Omer Janssens s'affilie au SK Beveren-Waes en 1954. Il évolue dans les différentes équipes d'âge et est intégré dès 1959, à seulement seize ans, au noyau de l'équipe première qui évolue alors en Division 3 mais est reléguée en Promotion en fin de saison. Après trois ans, le club parvient à décrocher le titre de champion dans sa série et remonte en troisième division. Devenu un titulaire indiscutable en milieu de terrain, Omer Janssens prend une part importante dans la conquête d'un nouveau titre en 1966, synonyme de promotion en Division 2. Un an plus tard, le club est une nouvelle fois sacré champion et, après une seule saison en deuxième division, est promu en Division 1.
Omer Janssens joue son premier match parmi l'élite le 3 septembre 1967 sur le terrain de Saint-Trond. Il enchaîne les bonnes prestations avec son club et est appelé en équipe nationale belge en novembre 1967 pour affronter le Luxembourg mais il reste sur le banc durant toute la rencontre. Il inscrit son premier but en D1 lors de la quinzième journée du championnat, également contre Saint-Trond et a été le premier joueur de Beveren exclu lors d'une rencontre de première division, face à l'Olympic Charleroi le 13 mars 1968. Il joue son 300e match avec Beveren lors de la journée d'ouverture de la saison 1968-1969 mais ensuite, il perd sa place de titulaire et ne dispute que cinq autres rencontres durant la saison.
Pendant l'été 1969, il quitte Beveren pour rejoindre Berchem Sport, en Division 2, où il ne s'impose pas et après une saison, il revient à Beveren jouer avec l'équipe réserve pendant un an. En 1971, il part pour le Red Star Haasdonk, qui évolue alors en troisième provinciale.
Omer Janssens revient au KSK Beveren, où il occupe le poste d'entraîneur des jeunes et de l'équipe réserve jusqu'en 1985. Il entraîne ensuite les clubs du VK Svelta Melsele et du SK Kallo, actifs dans les séries provinciales.

## Statistiques
| Saison                | Club                  | Championnat           | Championnat | Championnat | Coupe(s) nationale(s) | Coupe(s) nationale(s) | Total | Total |
| Saison                | Club                  | Division              | M.          | B.          | M.                    | B.                    | M.    | B.    |
| 1959-1960             | SK Beveren-Waes       | Division 3            | -           | -           | -                     | -                     | 0     | 0     |
| 1960-1961             | SK Beveren-Waes       | Promotion             | -           | -           | -                     | -                     | 0     | 0     |
| 1961-1962             | SK Beveren-Waes       | Promotion             | -           | -           | -                     | -                     | 0     | 0     |
| 1962-1963             | SK Beveren-Waes       | Promotion             | -           | -           | -                     | -                     | 0     | 0     |
| 1963-1964             | SK Beveren-Waes       | Division 3            | -           | -           | -                     | -                     | 0     | 0     |
| 1964-1965             | SK Beveren-Waes       | Division 3            | -           | -           | -                     | -                     | 0     | 0     |
| 1965-1966             | SK Beveren-Waes       | Division 3            | -           | -           | -                     | -                     | 0     | 0     |
| 1966-1967             | SK Beveren-Waes       | Division 2            | -           | -           | -                     | -                     | 0     | 0     |
| 1967-1968             | SK Beveren-Waes       | Division 1            | 25          | 2           | -                     | -                     | 25    | 2     |
| 1968-1969             | SK Beveren-Waes       | Division 1            | 6           | 0           | -                     | -                     | 6     | 0     |
| Sous-total            | Sous-total            | Sous-total            | -           | -           | -                     | -                     | 0     | 0     |
| 1969-1970             | Berchem Sport         | Division 2            | -           | -           | -                     | -                     | 0     | 0     |
| Sous-total            | Sous-total            | Sous-total            | -           | -           | -                     | -                     | 0     | 0     |
| Total sur la carrière | Total sur la carrière | Total sur la carrière | 1           | -           | -                     | -                     | 1     | 0     |

## Palmarès
- Champion de Division 2 en 1967 avec le SK Beveren-Waes.
- Champion de Division 3 en 1966 avec le SK Beveren-Waes.
- Champion de Promotion en 1963 avec le SK Beveren-Waes.

## Carrière en équipe nationale
Omer Janssens est convoqué une fois en équipe nationale belge le 22 novembre 1967 pour disputer une rencontre face au Luxembourg dans le cadre des éliminatoires de l'Euro 1968. Toutefois, il reste durant toute la rencontre sur le banc des remplaçants, et n'a donc jamais joué avec les « Diables Rouges ». 
Le tableau ci-dessous reprend toutes les sélections d'Omer Janssens. Les matches non joués sont indiqués en italique. Le score de la Belgique est toujours indiqué en gras.
| Date       | Compétition                        | Adversaire | Lieu   | Score | Remarque |
| ---------- | ---------------------------------- | ---------- | ------ | ----- | -------- |
| 22/11/1967 | Éliminatoires Euro 1968 (Groupe 7) | Luxembourg | Bruges | 3-0   |          |